# Matangi (álbum)
Matangi es el cuarto álbum de estudio de la cantautora británica M.I.A., lanzado en noviembre de 2013 bajo el sello discográfico Interscope Records.

## Antecedentes y grabación
Durante el detrás de escenas de la filmación del vídeo de «Bad Girls», M.I.A. comentó que Matangi combina los sonidos de sus álbumes anteriores, similar a una antología.
Asimismo declaró que luego de su participación en el espectáculo de medio tiempo del Super Bowl XLVI, iba a comenzar la producción del disco.

«He estado trabajando en canciones por mi propia cuenta desde hace un tiempo y al final me dio algo así por unirlas y contribuir con nuevas canciones también, se unió Switch para algo así como unir todo el trabajo y para contribuir con nuevas canciones...pero también me ayudó con las mías así que es más bien como... bueno, simplemente es bueno tener una segunda opinión. Pero estoy tratando de trabajar con un montón de gente, realmente no me quiero decir ningún nombre porque no se han elegido las canciones que van en el [disco] todavía».

M.I.A reveló que el disco no surgió a partir de una idea planeada, sino de la inspiración que recibió su estancia en la India, comentando: «sólo quería ir y explorar [el país] sin tener la presión de hacer un nuevo disco». El título del álbum, hace referencia a la diosa hindú Matangi, que gobierna la música, las artes, el conocimiento y el habla, según el shivaísmo. M.I.A. la descubrió cuando buscó en Google «verde», y una imagen suya apareció en su búsqueda. Intrigada, la cantante descubrió que compartía con ella su nombre de nacimiento, «Matanghi», y abrió el enlace para luego descubrir que tenían muchas cosas en común. «Era algo que tenía que encontrar, una especie de confirmación», comentó. Inspirada por el descubrimiento, la artista viajó a la India para investigar más conceptos del hinduismo, que usó para el desarrollo creativo del disco.

## Recepción crítica
El álbum obtuvo revisiones mayormente positivas por parte de los críticos musicales, acumulando un total de 78 puntos sobre 100 sobre la base de sus críticas, de acuerdo con Metacritic. Alexis Petridis de The Guardian le otorgó cuatro estrellas de cinco y mencionó que «Matangi no suena como un disco demorado porque M.I.A. se vio obligada a hacerlo más comercial a petición de la compañía discográfica». Asimismo, añadió que:

«Hay melodías más identificables aquí que en Maya, entre ellos la encantadora niebla de "Exodus". Pero hay más características en "Bring the Noize", una inflexible [pista] con asalto rítmico en el que el único parecido a una melodía proviene de una sección de vientos electrónicos distorsionados. De cualquier forma, "Come Walk With Me" arrulla al oyente en una falsa sensación de seguridad al iniciar con una melodía bubblegum pop, entonces estalla de repente en una lucha de ruido atonal agotador. El álbum esta en constante mutación con pistas de ritmo como "Only 1 U" [que] contiene más ideas que la totalidad de álbumes de algunos artistas».

Heather Phares de Allmusic le dio tres de cinco estrellas y dijo que «Matangi tiene debilidades similares a Maya, muchas canciones son tan claustrofobicas que se sienten el doble de lo que realmente son. M.I.A. hace que los oyentes esperen a sus todavía formidables habilidades con ganchos y melodías».
| «Nos encontramos con "Come Walk With Me" una balada pop pegajosa y adictiva. Igualmente están las rellenas canciones de "Double Bubble Trouble" y "Y.A.L.A.", que extraen todo el estilo de Arular. Los huéspedes The Weeknd [nos traen] un par de cortes brillantes, "Exodus" y "Sexodus", antes de que los arresten por "aTENTion". [El álbum] es una fiesta antigua ocupada y "Matangi" brilla como un trabajo más consistente de M.I.A. desde su debut». —Matthew Bennett, Clash. |

Marah Eakin de The A.V. Club llamó a las pistas del álbum «sólidas» y «caracterizadas», y le dio una C. Matthew Bennett de Clash elogio las pistas y le otorgó ocho puntos de diez. Hugh Montgomery de The Independent argumentó que «Matangi revela, de forma más explícita que nunca, su terrible secreto: que ella es también una estrella del pop muy brillante para arrancar. Hay escapes de ritmo, exceso de trabajo y confusión de letras, pero también varias canciones sublimes, completamente formadas».

## Lista de canciones
| N.º | Título                     | Escritor(es)                                                                                             | Producer(s)                                                    | Duración |  |
| 1.  | «Karmageddon»              | M.I.A., Sugu Arulpragasam, Doc McKinney y Switch                                                         | Switch, Doc McKinney y M.I.A.                                  | 1:34     |  |
| 2.  | «Matangi»                  | M.I.A. y Switch                                                                                          | Switch                                                         | 5:12     |  |
| 3.  | «Only 1 U»                 | M.I.A., Switch y Kyle Edwards                                                                            | Switch, So Japan y M.I.A.                                      | 3:12     |  |
| 4.  | «Warriors»                 | M.I.A. y Hit-Boy                                                                                         | Hit-Boy y K. Roosevelt                                         | 3:41     |  |
| 5.  | «Come Walk with Me»        | M.I.A. y Switch                                                                                          | Switch y M.I.A.                                                | 4:43     |  |
| 6.  | «aTENTion»                 | M.I.A. y Switch                                                                                          | Switch                                                         | 3:40     |  |
| 7.  | «Exodus» (con The Weeknd)  | M.I.A., Abel Tesfaye, Illangelo y Doc McKinney                                                           | Illangelo, Doc McKinney, The Weeknd y M.I.A.                   | 5:08     |  |
| 8.  | «Bad Girls»                | M.I.A., Danja y Marcella Aracia                                                                          | Danja                                                          | 3:47     |  |
| 9.  | «Boom Skit»                | M.I.A. y Hit-Boy                                                                                         | Hit-Boy                                                        | 1:15     |  |
| 10. | «Double Bubble Trouble»    | M.I.A. y Doc McKinney                                                                                    | The Partysquad                                                 | 2:59     |  |
| 11. | «Y.A.L.A.»                 | M.I.A.                                                                                                   | The Partysquad                                                 | 4:23     |  |
| 12. | «Bring the Noize»          | M.I.A., Benoit Heitz, Switch, Jean-Baptiste De Laubier & Hugues Rey                                      | Switch y Surkin                                                | 4:35     |  |
| 13. | «Lights»                   | M.I.A., Rosalee Pfeffer y Sugu Arulpragasam                                                              | M.I.A.                                                         | 4:35     |  |
| 14. | «Know It Ain't Right»      | M.I.A. y Doc McKinney                                                                                    | Doc McKinney y M.I.A.                                          | 3:42     |  |
| 15. | «Sexodus» (con The Weeknd) | M.I.A., Abel Tesfaye, Daniel Schofield, Ahmad Balshe, Jason Quenneville, Richard Hilfiger y Doc McKinney | Doc McKinney, Jason «DaHeala» Quenneville, The Weeknd y M.I.A. | 4:50     |  |

## Posicionamiento en listas
| Australia         | Australian Albums Chart       | 99 |
| Australia         | Australian Urban Albums Chart | 12 |
| Bélgica (Flandes) | Ultratop 200 Albums           | 47 |
| Bélgica (Valonia) | Ultratop 200 Albums           | 62 |
| Estados Unidos    | Billboard 200                 | 23 |
| Estados Unidos    | Dance/Electronic Albums       | 1  |
| Estados Unidos    | Digital Albums                | 14 |
| Estados Unidos    | Rap Albums                    | 4  |
| Estados Unidos    | Tastemaker Albums             | 5  |
| Francia           | French Albums Chart           | 96 |
| Reino Unido       | UK Albums Chart               | 64 |
| Reino Unido       | UK R&B Albums Chart           | 4  |
| Suiza             | Swiss Albums Chart            | 61 |